# Selvyn Davids
Pour les articles homonymes, voir Davids.
Selvyn Davids est un joueur sud-africain de rugby à sept né le 26 mars 1994 à Jeffreys Bay, au Cap-Oriental.

## Biographie
Il a remporté avec l'équipe d'Afrique du Sud la médaille de bronze du tournoi masculin des Jeux olympiques d'été de 2024, organisés à Paris.